# Ian Ballinger
Ian Roy Ballinger (ur. 21 października 1925 w New Plymouth, zm. 24 grudnia 2008 w Christchurch) – nowozelandzki strzelec, medalista olimpijski.

## Życiorys
Dorastał w New Plymouth w regionie Taranaki. W młodości uprawiał lekkoatletykę, golf i bowls. Po ukończeniu szkoły pracował do 1950 roku w fabryce części samochodowych. Przeniósł się potem do miasta Nelson, po czym kilka lat później zamieszkał w Christchurch. Pracował wówczas w sklepie meblowym AJ White. Wraz z Maurie Bronsem założył firmę rusznikarską Brons and Ballinger. W 1961 roku Ballinger wykupił od Bronsa wszystkie udziały w firmie, którą prowadził aż do przejścia na emeryturę w 1981 roku (przejął ją potem jego zięć).
Trzykrotny uczestnik igrzysk olimpijskich (IO 1968, IO 1972, IO 1976). W każdych startował w karabinie małokalibrowym leżąc z 50 m. Najlepszy wynik osiągnął w swoim pierwszym olimpijskim starcie. Zdobył wówczas brązowy medal, przegrywając wyłącznie z Janem Kůrką i László Hammerlem. Był to pierwszy medal olimpijski zdobyty przez nowozelandzkiego strzelca i jedyny do 2016 roku, gdy drugą medalistką olimpijską z tego kraju została Natalie Rooney. Zakwalifikował się także na Letnie Igrzyska Olimpijskie 1980, jednak z powodu wycofania się z igrzysk przez Nową Zelandię nie zdążył wystartować na tych zawodach. Brał udział w dwóch edycjach igrzysk Wspólnoty Brytyjskiej (1974, 1978). W 1974 roku zajął 4. miejsce w karabinie małokalibrowym leżąc z 50 m, zaś w 1978 roku uplasował się na 7. pozycji. W tej konkurencji był również 3 razy mistrzem Nowej Zelandii. W 1969 roku wygrał prestiżowy krajowy turniej Ballinger Belt (nazwany na cześć jego wuja Arthura Ballingera).
W 1968 roku został wyróżniony nagrodą Lonsdale Cup, przyznawaną przez Nowozelandzki Komitet Olimpijski m.in. za wybitne osiągnięcia w sporcie olimpijskim.
Pod koniec życia mieszkał w Kaiapoi. W grudniu 2008 roku złamał biodro. Zmarł niebawem w wyniku zawału serca i powikłań pooperacyjnych. Z pierwszą żoną Doreen miał czterech synów: Kevina, Glena, Johna i Graeme'a. Z drugą żoną Dawne miał czworo dzieci: Raymę, Rexa, Tinę i Stevena.

## Wyniki

### Igrzyska olimpijskie
| Igrzyska       | Konkurencja                       | Wynik                            | Miejsce | Źródło |
| -------------- | --------------------------------- | -------------------------------- | ------- | ------ |
| Meksyk 1968    | Karabin małokalibrowy leżąc, 50 m | 597 pkt. (98–100–100–99–100–100) |         | [ 3 ]  |
| Monachium 1972 | Karabin małokalibrowy leżąc, 50 m | 591 pkt. (98–100–100–100–97–96)  | 46      | [ 9 ]  |
| Montreal 1976  | Karabin małokalibrowy leżąc, 50 m | 590 pkt. (100–98–100–94–98–100)  | 20      | [ 10 ] |